# Paul Nauen
Pour les articles homonymes, voir Nauen (homonymie).
Paul Nauen, né le 6 décembre 1859 à Hambourg et mort en 1932, est un peintre allemand.

## Biographie
Paul Nauen est le fils d'un commerçant de Hambourg. Il passe son Abitur au Wilhelmsgymnasium de Munich en 1878. Il entre ensuite à l'école de l'académie royale de Bavière de Munich, puis il enseigne dans une école privée de dessin avec Friedrich Fehr et Ludwig Schmidt-Reutte. Il eut entre autres comme élèves : Anna Beyer, Rudolf Yelin, Marie Stein-Ranke (de), Hans Schadow (de), Robert Breyer, Ernst Kreidolf, Hermann Kauffmann, Elbridge Burbank et Marianne Rusche.
En 1890, à Munich, il fonde et dirige avec Friedrich Fehr et Ludwig Schmid-Reutte, un atelier et une école privée spécialisés dans l'anatomie artistique.
Il s'embarque pour New York fin 1905 et reçoit des commandes de portraits à New York et à Lenox, dont ceux de la famille Colgate. Le New York Times annonce le 7 janvier 1906 qu'il a remporté une médaille d'or à Vienne pour un portrait de femme et un grand dîner est offert en son honneur. Il est alors l'invité de Carl Weidner à New York.
Il prend part à différentes expositions, dont une en 1891 à Berlin, une en 1892 à Düsseldorf et une autre à Brême. Une toile de lui est publiée dans Kunst unserer Zeit (Art de notre temps), en 1904.
Un portrait de Nauen par Olga Boznańska (1893) se trouve au musée national de Cracovie.

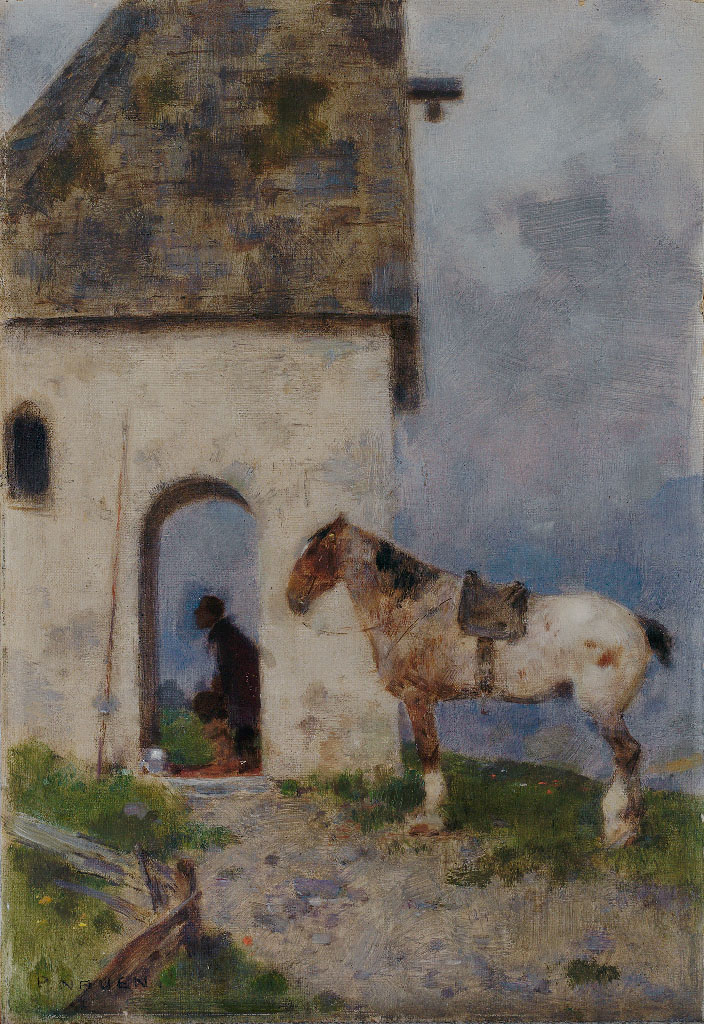
Action de grâce du soldat